# Détroit de Chios
Le détroit de Chios est un détroit de la mer Égée séparant l'île de Chios, en Grèce, et la Turquie continentale.